# Philip Neame
Philip Neame (n. 12 decembrie 1888, Faversham, Anglia, Regatul Unit al Marii Britanii și Irlandei – d. 28 aprilie 1978, Selling⁠(d), Swale, Anglia, Regatul Unit) a fost un inginer ce a reprezentat Regatul Unit al Marii Britanii și al Irlandei de Nord, medaliat olimpic. A participat la o ediție a Jocurilor Olimpice (1924) în care a câștigat o medalie de aur.

## Participări
Lista de mai jos prezintă principalele competiții la care a participat Philip Neame de-a lungul carierei.
- shooting at the 1924 Summer Olympics – men's 100 metre team running deer, double shots[*]